# Фроловцева Ганна Василівна
Га́нна Васи́лівна Фроло́вцева (рос. Анна Васильевна Фроловцева; нар. 30 серпня 1948, Москва) — радянська і російська акторка театру і кіно. Заслужена артистка РФ (2002). 
Підтримує путінізм та війну РФ проти України.

## Життєпис
Народилася 30 серпня 1948 року в Москві на Красній Пресні. 1972 року закінчила Вище театральне училище імені М. С. Щепкіна і стала акторкою Челябінського драмтеатру імені Цвіллінга.
У 1977–1982 роках працювала в Московському обласному театрі імені Островського.
З 1981 року працювала в Москонцерті, в театрах «Сфера», «На Гоголівському бульварі», «Персонаж», «На Трифонівській», «Ковчег», «Дягілєв-центр», «Блукливі зірки».
У кіно Фроловцева почала зніматися ще в кінці 1970-х. Не вступивши з першого разу до театрального училища, працювала перфораторницею на ЕОМ, паралельно знімалася у масовці на «Мосфільмі» («Золоте теля», «Щит і меч» та ін.).
Найбільшу популярність Фроловцевій принесла роль Галини Іванівни Вороніної в серіалі «Вороніни» (2009–2019).

## Особисте життя
Удова. Чоловік Юрій Кузьменко — за освітою стоматолог (помер в 2005 році). Є син Денис, також лікар-стоматолог. Невістка — Ельміра. Дві онуки: Анна і Поліна.

## Громадянська позиція
Підтримує путінський режим та війну РФ проти України. Говорить, що хоче відвідати зону бойових дій.

## Фільмографія
- 1977 — Ризик — благородна справа — Вірочка, нарядчиця у настроювачів
- 1978 — Кіт у мішку — кіоскерка
- 1978 — Сибіріада
- 1978 — Слідство ведуть ЗнаТоКи (немає в титрах)
- 1979 — Гараж — наречена, що чекає нареченого (епізод; немає в титрах)
- 1979 — Склянка води — метка помічниця в друкарні (немає в титрах)
- 1979 — Ранковий обхід — Роза, медсестра
- 1979 — Екіпаж — (епізод)
- 1981 — Карнавал — членкиня приймальної комісії (немає в титрах)
- 1982 — Вокзал для двох — офіціантка
- 1983 — Самотнім надається гуртожиток — Алла Петрівна
- 1983 — Підліток (1 і 3 серії) — служниця
- 1983 — Троє на шосе — жінка в ресторані
- 1984 — Жорстокий романс — Аннушка
- 1984 — Лев Толстой — (немає в титрах)
- 1984 — Формула кохання — покоївка
- 1984 — Мертві душі — одна з дам на балу в 4-й серії (немає в титрах)
- 1985 — Щиро Ваш… — відвідувачка ресторану
- 1985 — Салон краси — клієнтка Петра Максимовича
- 1986 — Кінець операції «Резидент» — Свєта, співробітниця таможні
- 1986 — Михайло Ломоносов — Катерина I
- 1988 — Двоє і одна — колега Фролова
- 1988 — Убити дракона — економка
- 1989 — Биндюжник і Король — панночка в борделі
- 1989 — Інтердівчинка — співробітниця ВВІРу
- 1990 — Ребро Адама — (епізод)
- 1990 — Російська рулетка — (епізод)
- 1991 — Привиди зеленої кімнати — Сара
- 1992 — Дуже вірна дружина — суддя
- 1994 — Чорний клоун — Єва
- 1994 — Я вільний, я нічий — гостя Гуляєва
- 1996 — Барханов та його охоронець — Ольга Петрівна
- 2000 — Зупинка на вимогу — лікарка
- 2000 — Ізгой — співробітниця представництва «Fedex Corporation» в Москві (немає в титрах)
- 2001 — Сімейні таємниці — Ірина Федорівна Зайцева
- 2002 — Бригада (4 серія) — хірург
- 2003 — Коктебель — мешканка
- 2004 — Даша Васильєва. Любителька приватного розшуку (серіал) — Рада Іллівна, мати Яни і Тамари Соколових (фільм 6-й «Дружина мого чоловіка»)
- 2005 — Голова класика — Єлизавета Іллівна Нарбут
- 2005 — Парниковий ефект — баба Паша
- 2006 — Завжди говори «Завжди» 3 — Ганна Олексіївна
- 2007 — Затемнення — суддя
- 2007 — Терміново в номер — Ірина Іванівна
- 2008 — Всі помруть, а я залишуся — продавчиня в магазині
- 2008 — Жаркий лід — епізод
- 2008 — Знахар — Ніна Степанівна
- 2008 — Сині ночі — лікар
- 2008 — Татусеві доньки — бабуся Ельвіри
- 2008 — Солдати 14 — мама Циплакова
- 2009 — Подвійна пропажа — Антоніна Данилівна
- 2009 — Сім дружин одного холостяка — Ганна Степанівна, лікарка
- 2009 — Вороніни — Галина Іванівна Вороніна
- 2011 — Гидке каченя — Людмила Іванівна, мати Олі
- 2014 — Чиста вода біля витоку — тітка Таня
- 2015 — Життя тільки починається — Валентина, бабуся Антона